# Рейчел Імісон
Рейчел Імісон (англ. Rachel Imison, 16 грудня 1978) — австралійська хокеїстка на траві.
Олімпійська чемпіонка 2000 року, учасниця 2004, 2008 років.
Переможниця Ігор Співдружності 2006 року, бронзова призерка 2002 року.